# Mastermind (James Patterson)
Mastermind è un romanzo poliziesco dello scrittore statunitense James Patterson e fa parte di una serie di romanzi sul detective Alex Cross.

## Trama
Il Mastermind, la “mente superiore” che commette ingegnosi e brutali assassini. A questo serial killer non bastano fama e denaro: sta organizzando un grande colpo per mostrare al mondo la sua grandezza. Il libro è un ricorrersi tra Alex Cross e il Mastermind, nella sfida estrema di dimostrare la propria superiorità: è frenetico, incalzante, ad ogni progresso di Alex seguono una serie di successi terrificanti del killer, che ha come scopo sbeffeggiare la polizia. Il dottor Cross ha, inoltre, ancora su di sé l'ombra di quando accaduto alla sua ultima compagna, sequestrata da un folle, e la sua mente non è sempre al 100% attiva. Il finale è una nuova scena raccapricciante e, vi è un nodo svelatore che chiarisce ai lettori chi è il killer, totalmente inaspettato.